# 거상의 길
거상의 길(Elephant Walk)은 미국에서 제작된 윌리엄 디터리 감독의 1954년 드라마 영화이다. 엘리자베스 테일러 등이 주연으로 출연하였다.

## 줄거리
제2차 세계대전이 끝난 직후, 식민지 홍차 재배업자인 존은 영국을 방문해 루스와 결혼하고, 그녀를 스리랑카(당시 세일론)의 외딴 농장 저택으로 데려온다. 엘리펀트 워크(Elephant Walk)라는 이름의 이 저택은 정글 한가운데 자리잡고 있으며, 본래 코끼리 떼가 물을 찾아 이동하던 경로 위에 세워진 것이었다.
저택으로 향하는 길에서 수컷 코끼리가 나타나 길을 가로막자, 존은 총으로 위협하여 이를 쫓아낸다. 도착 이후 루스는 이 저택이 단순한 거처가 아닌, 이미 세상을 떠난 존의 아버지 총독의 의지가 스며든 유산이라는 사실을 깨닫는다. 그 영향은 여전히 강하게 남아 있으며, 주요 하인 아푸하미를 비롯한 직원들 또한 과거의 주인을 섬기듯 행동한다.
존의 어머니는 이 저택에서 불행한 삶을 살았고, 결혼 직후 떠났다가 임신 사실을 알고 다시 돌아온 뒤, 결국 그곳에서 세상을 떠났다는 사실도 루스는 알게 된다. 초상화로 남은 ‘총독’의 존재는 여전히 저택을 지배하고 있었고, 그의 방은 사망 후로 한 번도 열리지 않은 채 그대로 보존되어 있다.
루스는 점차 저택의 호화로움과 열대의 이국적인 풍경 너머에 자리한 폐쇄성과 고립감을 체감한다. 유일한 유럽 여성으로서 느끼는 외로움, 남편 존의 때때로 폭력적인 감정 기복, 아푸하미의 공손하되 노골적인 반항, 농장 관리자 딕과의 은근한 긴장감, 그리고 끊임없이 저택 담장 너머로 접근하는 코끼리 떼는 그녀를 점점 불안하게 만든다.
그러던 중 지역 사회에 콜레라가 확산되자 루스는 구호 활동에 헌신하며 지역민들에게 없어서는 안 될 존재가 된다. 아푸하미는 그녀를 진심으로 존경하게 되며, 처음의 판단이 잘못되었음을 고백하고 그녀가 이곳에 남아주길 바란다고 전한다.
그러나 루스는 결국 존에게, 이곳에 머무는 한 그는 아버지의 그림자에서 결코 벗어날 수 없다고 말한다. 그녀는 자신만의 삶을 찾아야 하며, 이 저택은 과거의 유산과 함께 끝나야 한다고 느낀다.
그 순간, 코끼리 떼가 저택의 담장을 무너뜨리고 돌진해 들어온다. 압도적인 힘에 의해 저택은 파괴되고, 불길이 치솟는다. 이 혼란 속에서 아푸하미는 목숨을 잃고, 벽에 걸린 총독의 초상화 역시 불타며 붕괴한다. 이는 과거 권위와 억압의 상징이 사라짐을 암시한다.
존과 루스는 불길 속에서 간신히 탈출한다. 멀리 언덕 위에서 이를 지켜보던 딕은 조용히 루스를 떠나보낼 결심을 한다. 무너진 저택 앞에서 두 사람은 한 시대의 종말을 마주하며 대화를 나눈다.
"미안해." 루스가 속삭인다.
"난 미안하지 않아." 존이 대답한다. "이곳은 그들에게 돌려주자. 우리만의 집을 새로운 곳에서 다시 지으면 돼."
그 순간, 이야기 초반에 등장했던 수컷 코끼리가 다시 나타나 코를 들어 올리며 장엄하게 울음을 터뜨린다. 그리고 화면에는 조용히 "The End."라는 문구가 떠오른다.

## 출연

### 주연
- 엘리자베스 테일러 - 루스 와일리 역
- 데이나 앤드루스 - 딕카버, 농장 관리자 역
- 피터 핀치 - 존 와일리, 루스의 남편 역

### 조연
- 에이브러햄 소페어 - 아푸하미, 존의 아버지 톰의 하인 겸 잡역부 역
- 애브너 비버맨 - 페레이라 박사 역
- 노엘 드레이튼 - 수석 플랜터 앳킨슨 역
- 로잘린드 아이번 - 레이킨 부인 역
- 배리 버나드 - 플랜터 스트로슨 역
- 필립 통 - 플랜터 존 랄프 역
- 에드워드 애슐리 쿠퍼 - 플랜터 고든 그레고리 역
- 리오 브릿 - 플랜터 치졸름 역
- 마일리 하우라니 - 레이나 역
- 마디마랑카 느리띠야 만달라 무용단 - 무용단 출연진